# Ingrid Löfdahl
Ingrid Löfdahl (Malmö, 6 dicembre 1943) è un'ex tennista svedese.
È conosciuta anche come Ingrid Bentzer.

## Carriera
In carriera ha raggiunto una finale nel singolare allo Swedish Open nel 1971. Nei tornei del Grande Slam ha ottenuto il suo miglior risultato raggiungendo i quarti di finale di doppio all'Open di Francia nel 1971, in coppia con Christina Sandberg, e nel 1975 in coppia con Helena Anliot.
In Fed Cup ha giocato un totale di 31 partite, ottenendo 15 vittorie e 16 sconfitte.

## Statistiche

### Singolare

#### Finali perse (1)
| Numero | Anno           | Torneo               | Superficie | Avversaria in finale | Punteggio     |
| 1.     | 11 luglio 1971 | Swedish Open, Båstad |            | Helga Masthoff       | 6-4, 1-6, 3-6 |